# Phyllonastes carrascoicola
Phyllonastes carrascoicola là một loài ếch thuộc họ Leptodactylidae.
Đây là loài đặc hữu của Bolivia.
Môi trường sống tự nhiên của chúng là vùng núi ẩm nhiệt đới hoặc cận nhiệt đới.